# Municipio de Park (condado de St. Joseph)
El municipio de Park (en inglés: Park Township) es un municipio ubicado en el condado de St. Joseph en el estado estadounidense de Míchigan. En el año 2010 tenía una población de 2600 habitantes y una densidad poblacional de 28,12 personas por km².

## Geografía
El municipio de Park se encuentra ubicado en las coordenadas 42°1′16″N 85°34′52″O / 42.02111, -85.58111. Según la Oficina del Censo de los Estados Unidos, el municipio tiene una superficie total de 92.44 km², de la cual 90,52 km² corresponden a tierra firme y (2,08 %) 1,93 km² es agua.

## Demografía
Según el censo de 2010, había 2600 personas residiendo en el municipio de Park. La densidad de población era de 28,12 hab./km². De los 2600 habitantes, el municipio de Park estaba compuesto por el 94,65 % blancos, el 2,69 % eran afroamericanos, el 0,38 % eran amerindios, el 0,15 % eran asiáticos, el 0,88 % eran de otras razas y el 1,23 % eran de una mezcla de razas. Del total de la población el 2,38 % eran hispanos o latinos de cualquier raza.